# 菲利普·施蒂姆
菲利普·施蒂姆（德語：Philipp Sturm；1999年2月23日—）是一名奧地利足球運動員，司職中場，現效力奥地利球會TSV哈特貝格。

## 球會生涯
施蒂姆在2009年加入薩爾斯堡紅牛青訓系統，但未曾替球會上場。2017年他與薩爾斯堡紅牛的結盟球會利菲林簽約加盟，並在7月21日對卡芬堡的賽事首場上場。
2019年6月30日，他自由轉會至德國球會开姆尼茨。
2020/21球季，他返回奧地利投效TSV哈特貝格，在2022年7月雙方續約一年。效力三年間共在聯賽上場24次及打進2球。
2023/24球季，他轉投奧地利第四級聯賽球會UFC锡岑海姆。